# Североли, Антонио Габриэле
Антонио Габриэле Североли (итал. Antonio Gabriele Severoli; 28 февраля 1757, Фаэнца, Папская область — 8 сентября 1824, Рим, Папская область) — итальянский куриальный кардинал. Епископ Фано с 23 апреля 1787 по 28 сентября 1801. Титулярный архиепископ Петры Палестинской с 28 сентября 1801 по 11 января 1808. Апостольский нунций в Австрии с октября 1801 по 20 июля 2016. Епископ-архиепископ Витербо и Тускании с 11 января 1808 по 8 сентября 1824. Апостольский про-датарий с 26 сентября 1822 по 8 сентября 1824. Кардинал-священник с 8 марта 1816 года, с титулом церкви Санта-Мария-делла-Паче с 1 октября 1817 по 8 сентября 1824.